# 멜로 (가수)
멜로(1993년 ~)는 대한민국의 가수다.

## 방송
- 사인히어 (2019) - Top4(4위)

## 음반
- 사인히어(SignHere) episode1 (2019)
- 사인히어(SignHere) episode2 (2019)
- 사인히어(SignHere) episode4 (2019)
- 사인히어(SignHere) episode6 (2019)
- HELLP (2019)
- 나무 (2020)
- TRICK! (2020)
- Heart Full of Empty Love (2020)
- 알지 (2020)
- MELOH (2021)